# Ümraniye
Ümraniye ist eine Stadtgemeinde (Belediye) im gleichnamigen Ilçe (Landkreis) der Provinz Istanbul in der türkischen Marmararegion und gleichzeitig ein Stadtbezirk der 1984 gebildeten Büyükşehir Belediyesi İstanbul (Großstadtgemeinde/Metropolprovinz). Ümraniye liegt auf der asiatischen (anatolischen) Seite und ist seit der Gebietsreform ab 2013 flächen- und einwohnermäßig identisch mit dem Landkreis.

## Geografie
Der Binnenkreis grenzt im Westen an den Kreis/Stadtbezirk Üsküdar, im Norden an Beykoz, im Nordosten an Çekmeköy, im Südosten an Sancaktepe sowie im Süden an Ataşehir. Der Kreis belegt in der Rangliste der bevölkerungsreichsten Kreise/Stadtbezirke seit drei Jahren Platz fünf.

## Verwaltung
Das Dorf Ümraniye bestand schon bei Gründung der Türkischen Republik im Jahr 1923 im Kreis/Kaza Üsküdar. Am 1. März 1963 wurde der Status einer Belediye verliehen und eine Gemeindeorganisation gegründet, die aber 1980 von der Militärregierung wieder abgeschafft wurde. Durch das Gesetz Nr. 3392 wird der Kreis Ümraniye gebildet. Er setzt sich aus folgenden Verwaltungsgebieten zusammen:
- 6 Dörfer aus dem Landkreis Üsküdar (Merkez Bucak)
- 3 Dörfer aus dem Kreis Beykoz (Mahmutşevketpaşa Bucak)
- 9 Mahalle (vermutlich aus der Stadt Üsküdar)

Nach 1980 wurden sechs Dörfer in Belediye umgewandelt, diese wurden aber im Jahr 2008 an zwei Nachbarkreise abgegeben:
- an den neugebildeten Kreis Çekmeköy kamen Alemdağ, Çekme (Çekmeköy), Ömerli und Taşdelen (früher: Sultançiftliği)
- an den neugebildeten Kreis Sancaktepe kamen Sarıgazi und Yenidoğan
- außerdem gelangten noch vier Dörfer an den Kreis Çekmeköy

Seit 2008 bestand der Kreis Ümraniye nur noch aus der Kreisstadt. Durch die Verwaltungsreform von 2013/2014 wurde das Gebiet der Großstadt mit dem der Provinz identisch, in jedem der İlçe (untergeordnete staatliche Verwaltungsbezirke) besteht eine namensgleiche Stadtgemeinde (Belediye), die jeweils dessen gesamtes Gebiet umfasst. Sie ist einem Stadtbezirk gleichgestellt, wird in Mahalle unterteilt und ist der Großstadtgemeinde untergeordnet. Ein Muhtar ist der oberste Beamte im Mahalle.
Am Ende des Jahres 2020 lebten im Durchschnitt 18.784 Menschen in jedem Mahalle, 47.945 im bevölkerungsreichsten (İstiklal Mah.).

## Bevölkerung
Ergebnisse der Volkszählungen aus E-Books der Originaldokumente.
| Einwohner | 570 | 501 | 573 | 885 | 1.781 | 7.224 | 14.800 | 22.969 | 38.730 | 71.954 |

Nachfolgende Tabelle zeigt die Bevölkerungsfortschreibung des Kreises/Stadtbezirks Ümraniye. Die Daten wurden durch Abfrage über das MEDAS-System des Türkischen Statistikinstituts TÜIK nach Auswahl des Jahres und der Region ermittelt.
| Ergebnisse der Bevölkerungsfortschreibung (ADNKS) | Ergebnisse der Bevölkerungsfortschreibung (ADNKS) | Ergebnisse der Bevölkerungsfortschreibung (ADNKS) | Ergebnisse der Bevölkerungsfortschreibung (ADNKS) | Ergebnisse der Bevölkerungsfortschreibung (ADNKS) | Ergebnisse der Bevölkerungsfortschreibung (ADNKS) | Ergebnisse der Bevölkerungsfortschreibung (ADNKS) | Ergebnisse der Bevölkerungsfortschreibung (ADNKS) | Ergebnisse der Bevölkerungsfortschreibung (ADNKS) | Ergebnisse der Bevölkerungsfortschreibung (ADNKS) | Ergebnisse der Bevölkerungsfortschreibung (ADNKS) | Ergebnisse der Bevölkerungsfortschreibung (ADNKS) | Ergebnisse der Bevölkerungsfortschreibung (ADNKS) | Ergebnisse der Bevölkerungsfortschreibung (ADNKS) | Ergebnisse der Bevölkerungsfortschreibung (ADNKS) |
| ------------------------------------------------- | ------------------------------------------------- | ------------------------------------------------- | ------------------------------------------------- | ------------------------------------------------- | ------------------------------------------------- | ------------------------------------------------- | ------------------------------------------------- | ------------------------------------------------- | ------------------------------------------------- | ------------------------------------------------- | ------------------------------------------------- | ------------------------------------------------- | ------------------------------------------------- | ------------------------------------------------- |
| Jahr                                              | 2007                                              | 2008                                              | 2009                                              | 2010                                              | 2011                                              | 2012                                              | 2013                                              | 2014                                              | 2015                                              | 2016                                              | 2017                                              | 2018                                              | 2019                                              | 2020                                              |
| Einwohner000                                      | 897.260                                           | 553.935                                           | 573.265                                           | 603.431                                           | 631.603                                           | 645.238                                           | 660.125                                           | 674.131                                           | 688.347                                           | 694.158                                           | 699.901                                           | 690.193                                           | 710.280                                           | 713.803                                           |

## Sport
Der bekannteste Sportverein des Stadtteils ist der Fußballklub Ümraniyespor. Dieser spielte mit mehreren kleinen Unterbrechungen 14 Jahre lang in der TFF 1. Lig, der zweithöchsten türkischen Spielklasse, bzw. in der TFF 2. Lig, der dritthöchsten türkischen Spielklasse.
In der Zweitligasaison 2016/17 war der Klub der einzige Istanbuler Vertreter in der TFF 1. Lig und damit nach den Istanbuler Erstligisten Beşiktaş Istanbul, Fenerbahçe Istanbul, Galatasaray Istanbul, Istanbul Başakşehir und Kasımpaşa Istanbul der Istanbuler Verein mit der sechsthöchsten Platzierung im türkischen Profifußball.